# إيرين ماثيوز
إيرين ماثيوز (بالإنجليزية: Erin Matthews)‏ هي ممثلة كندية وأمريكية، ولدت في 6 فبراير 1973 في بورتلاند في الولايات المتحدة.

## وصلات خارجية
- إيرين ماثيوز على موقع IMDb (الإنجليزية)
- إيرين ماثيوز على موقع قاعدة بيانات الفيلم (الإنجليزية)